# 朴相基
朴 相基（パク・サンギ、韓国語: 박상기、1952年6月18日 - ）は、韓国の法学者、政治家。元法務部長官。本貫は密陽朴氏。

## 来歴
2017年6月27日、文在寅大統領に法務部長官に指名された。同年7月19日に正式に就任した。
2019年9月8日、法務部長官を退任した。